# Pentti Aalto
Pentti Aalto, född 22 juli 1917, död 30 november 1998, var en finländsk lingvist.
Aalto studerade för Gustaf John Ramstedt och avlade sin doktorsavhandling, Untersuchungen über das lateinische Gerundium und Gerundivum, 1949 i Helsingfors. Han var docent i komparativ lingvistik vid Helsingfors universitet 1958–1980.